# Кубок України з футболу серед жінок 2019—2020
Кубок України з футболу серед жінок 2019—2020 —  розіграш Кубка України серед жінок. Перший сезон, де для кожної стадії змагання суперники визначалися методом жеребкування. Володарем трофею вперше в своїй історії став харківський «Житлобуд-2».

## Матчі

### 1/8 фіналу
| Команда 1                                | Рахунок | Команда 2               |
| ---------------------------------------- | ------- | ----------------------- |
| «Луганочка» (Луганськ)                   | 1:29    | «Пантери» (Умань)       |
| «Ніка» (Миколаїв)                        | 1:6     | «Житлобуд-2» (Харків)   |
| «Атекс» (Київ)                           | 0:5     | «Маріуполь»             |
| «Родина-Ліцей» (Костопіль)               | 0:1     | «Єдність» (Плиски)      |
| «ЕМС-Поділля» (Вінниця)                  | 0:5     | «Житлобуд-1» (Харків)   |
| «Буковинська надія» (Великий Кучурів)    | 1:2     | «Ятрань» (Берестівець)  |
| «Прикарпаття-ДЮСШ №3» (Івано-Франківськ) | 0:5     | «Ладомир» (Володимир)   |
| «Харківський коледж» (Харків)            | 1:6     | «Восход» (Стара Маячка) |

### Чвертьфінали
| Команда 1               | Рахунок | Команда 2              |
| ----------------------- | ------- | ---------------------- |
| «Єдність» (Плиски)      | 0:3     | «Ятрань» (Берестівець) |
| «Житлобуд-1» (Харків)   | 5:0     | «Маріуполь»            |
| «Житлобуд-2» (Харків)   | 3:0     | «Ладомир» (Володимир)  |
| «Восход» (Стара Маячка) | 3:0     | «Пантери» (Умань)      |

### Півфінали
| Команда 1               | Рахунок           | Команда 2              |
| ----------------------- | ----------------- | ---------------------- |
| «Житлобуд-1» (Харків)   | 0:1               | «Житлобуд-2» (Харків)  |
| «Восход» (Стара Маячка) | +:- (тех.поразка) | «Ятрань» (Берестівець) |

## Фінал
| 30 вересня 2020 14:00 |

| «Восход» (Стара Маячка) | 0 – 1 | «Житлобуд-2» (Харків) |
| ----------------------- | ----- | --------------------- |
|                         |       | Малахова 35'          |

| стадіон «Сонячний» (Харків) Арбітр: Катерина Усова |

| 1                | Україна     | Алла Герасимчук      |  |
| 2                | Україна     | Тетяна Левицька      |  |
| 3                | Камерун     | Жозефін Нганді       |  |
| 5                | Україна     | Марія Несіна         |  |
| 10               | Вірменія    | Ольга Осіпян         |  |
| 16               | Україна     | Наталія Аілінкій     |  |
| 18               | Кот-д'Івуар | Барбара Гогогуй Інес |  |
| 19               | Нігерія     | Марія Алуко Єнтунде  |  |
| 24               | Україна     | Роксолана Комар      |  |
| 27               | Україна     | Марія Кряж           |  |
| 33               | Україна     | Світлана Колька      |  |
| Заміни:          |             |                      |  |
| 9                | Україна     | Марина Косік         |  |
| 11               | Україна     | Поліна Янчук         |  |
| 17               | Україна     | Аліна Старухіна      |  |
| Резерв:          |             |                      |  |
| 12               | Україна     | Людмила Устінова     |  |
| Головний тренер: |             |                      |  |
| Роман Заєв       |             |                      |  |

| 23               | Україна   | Катерина Самсон   |  |
| 4                | Україна   | Анастасія Сірмай  |  |
| 5                | Україна   | Вероніка Андрухів |  |
| 7                | Україна   | Яна Малахова      |  |
| 10               | Україна   | Яна Калініна      |  |
| 15               | Україна   | Ія Андрущак       |  |
| 17               | Україна   | Катерина Корсун   |  |
| 22               | Україна   | Роксолана Кравчук |  |
| 29               | Україна   | Ірина Подольська  |  |
| 77               | Україна   | Тетяна Тріль      |  |
| 99               | Україна   | Анастасія Філенко |  |
| Заміни:          |           |                   |  |
| 9                | Казахстан | Ксенія Хайруліна  |  |
| 21               | Україна   | Натія Панцулая    |  |
| 97               | Україна   | Юлія Титова       |  |
| Резерв:          |           |                   |  |
| 71               | Україна   | Дарина Бондарчук  |  |
| 16               | Україна   | Ірина Котяш       |  |
| 27               | Україна   | Тетяна Рижова     |  |
| 33               | Україна   | Любова Мохнач     |  |
| Головний тренер: |           |                   |  |
| Наталія Зінченко |           |                   |  |

## Найкращі бомбардирки
| Місце | Гравець           | Клуб         | Голи |
| ----- | ----------------- | ------------ | ---- |
| 1     | Оксана Білокур    | «Пантери»    | 11   |
| 2     | Вікторія Серемчук | «Пантери»    | 10   |
| 3     | Яна Малахова      | «Житлобуд-2» | 4    |
| 4     | Юлія Стець        | «Восход»     | 3    |
| 5     | Ольга Бойченко    | «Житлобуд-1» | 3    |